# Курмыш (приток Вашки)
Курмыш (Курмаш, Курмыж, Куромежа) — река в России, почти на всём протяжении течёт по территории северо-западной части Удорского района Республики Коми. Левый приток реки Вашки.
Длина реки составляет 64 км.
Истоки реки находятся в болотной лесной местности на юго-востоке Пинежского района Архангельской области. Впадает в Вашку на высоте 44 м над уровнем моря.

## Данные водного реестра
По данным государственного водного реестра России относится к Двинско-Печорскому бассейновому округу, водохозяйственный участок реки — Мезень от истока до водомерного поста у деревни Малонисогорская. Речной бассейн реки — Мезень.
Код объекта в государственном водном реестре — 03030000112103000047849.